# Rue Daunou
Pour les articles homonymes, voir Daunou.
La rue Daunou est une voie située dans le 2e arrondissement de Paris, en France.

## Situation et accès
La rue Daunou est orientée globalement nord-ouest/sud-ouest, dans le 2e arrondissement de Paris, à proximité de la place de l'Opéra. Elle débute au sud-est au niveau du 13, rue Louis-le-Grand et du 43, avenue de l'Opéra et se termine 212 m au nord-ouest au niveau du 29, boulevard des Capucines.
Outre ces voies, la rue Daunou est rejointe ou traversée par plusieurs rues perpendiculaires ; du sud au nord :
- nos 11-13 et 12-14 : rue de la Paix ;
- nos 19-21 (côté sud) : rue Volney.

## Origine du nom

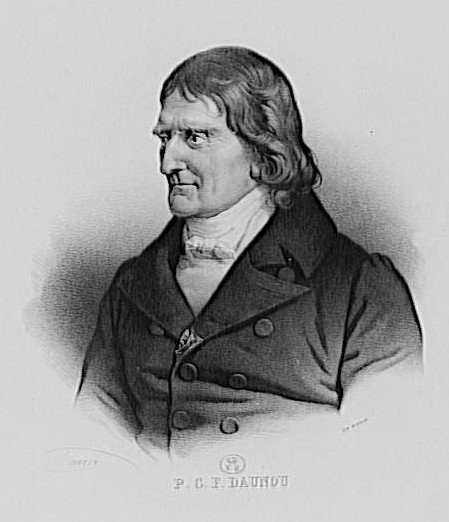
Pierre Daunou.

Elle porte le nom de l'homme politique et historien français Pierre Daunou (1761-1840).

## Historique
La voie est ouverte par décret du 19 février 1806.
Initialement section de la rue Neuve Saint-Augustin, elle a porté, par arrêté du 29 janvier 1881, très brièvement, le nom de « rue Boffrand », du nom de l'architecte Germain Boffrand, avant d'être renommée « rue Daunou » par arrêté du 8 avril 1881.

## Bâtiments remarquables et lieux de mémoire
La rue Daunou comporte les édifices remarquables et lieux notables suivants :
- no 5 : le Harry's New York Bar, créé en 1911 ;
- nos 7 et 9 : théâtre Daunou, construit entre 1919 et 1921[1] ;
- nos 18 à 24 : immeubles des anciens magasins de la Samaritaine de Luxe (également sur le boulevard des Capucines)[2].

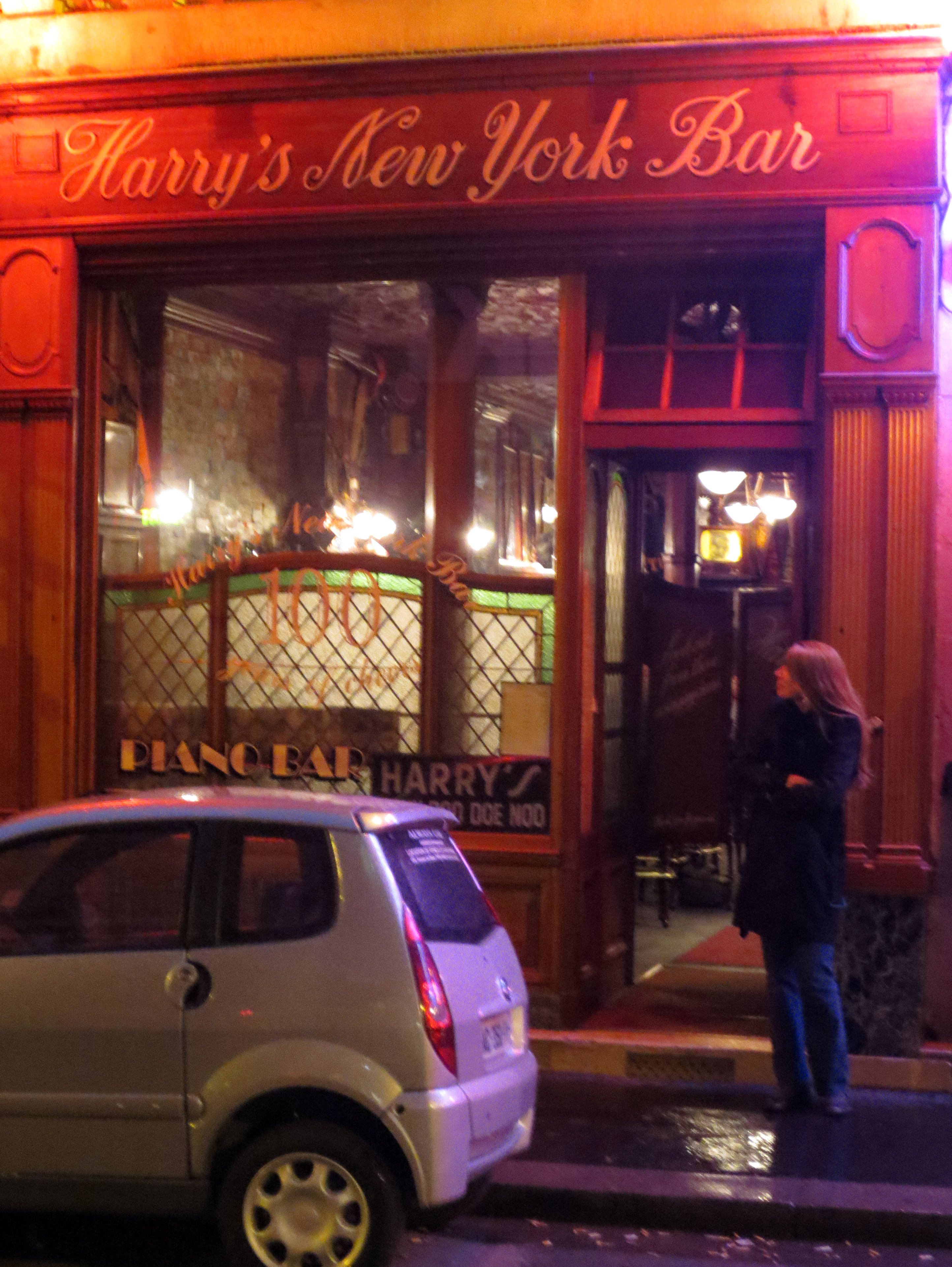
Le Harry's Bar.
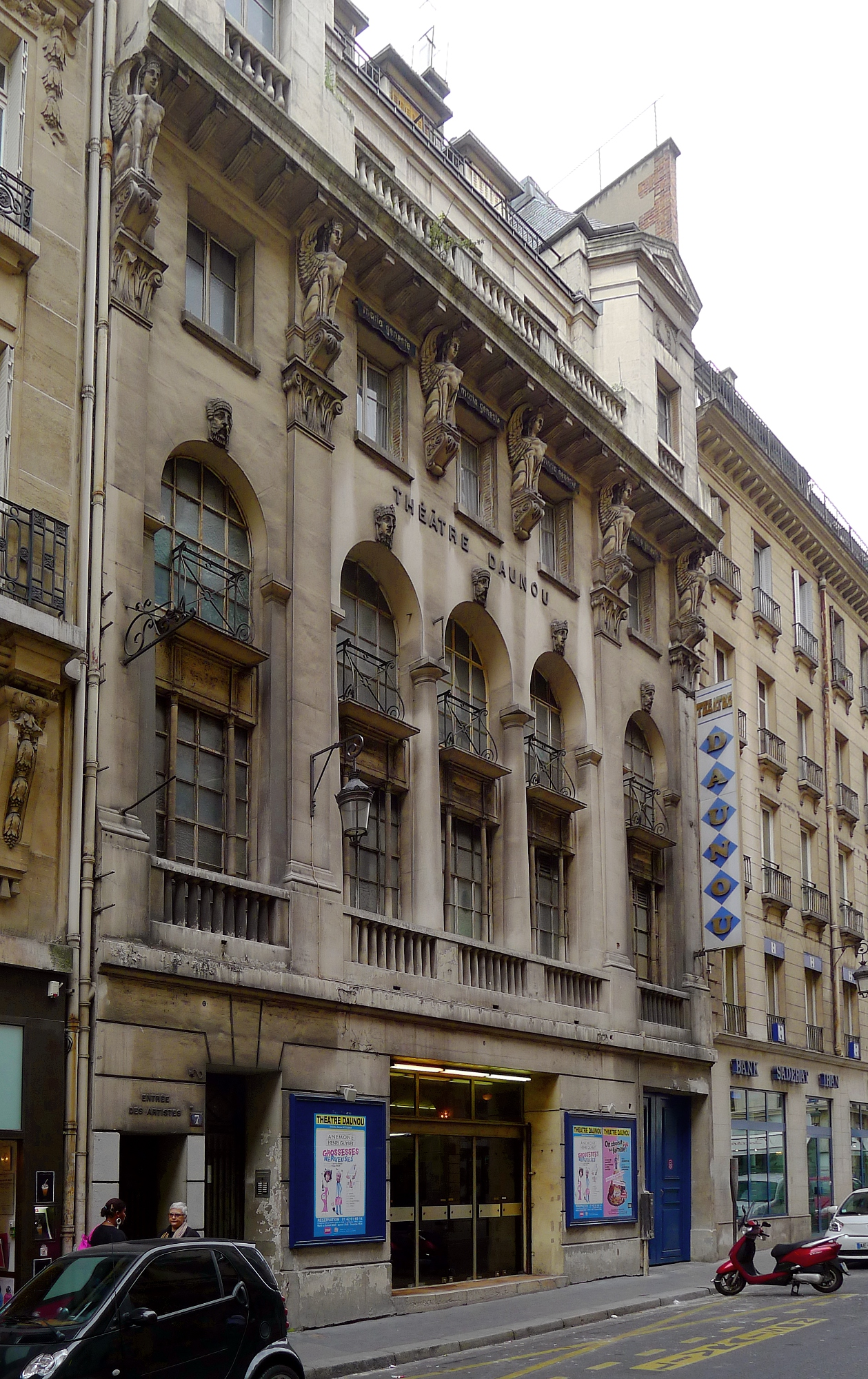
Le théâtre Daunou.

## Pour approfondir